# Le livre d'image
Le livre d'image è un film del 2018, l'ultimo diretto da Jean-Luc Godard.
I Cahiers du Cinéma lo hanno posizionato al primo posto della top ten cinematografica 2019.

## Trama
In linea con il resto dell'opera tardiva di Godard, Le livre d’image è composto da una serie di video, dipinti e brani musicali legati insieme alla narrazione e ad ulteriori filmati originali di Godard e Anne-Marie Miéville. Simile alla sua precedente serie Histoire(s) du cinéma, il film esamina la storia del Cinema e la sua incapacità di riconoscere le atrocità del 20° e XXI secolo (in particolare l'Olocausto e il conflitto israelo-palestinese), le responsabilità del regista e i progressi nel discorso politico con l'introduzione di fotocamere digitali e Smartphone.

## Produzione
Inizialmente intitolato Tentative de bleu e poi Image et parole, la sua produzione risale al 2016. Il co-proprietario della Wild Bunch Vincent Maraval ha riferito che il regista lo ha girato «in vari Paesi arabi, inclusa la Tunisia» e che esso rappresenta un'analisi del mondo medio-orientale. Godard ha raccontato al periodico russo Séance di aver realizzato l'opera senza attori, sebbene essa abbia una trama.

## Distribuzione
È stato presentato il 12 maggio 2018 al Festival di Cannes, dove è stato in concorso per la Palma d'oro. Sebbene non abbia vinto, la giuria lo ha comunque premiato con la "Special Palme d'Or", la prima nella storia del festival.
È stato trasmesso in televisione per la prima volta su Rai 3 nella notte tra il 13 e il 14 marzo 2020.

## Riconoscimenti
- 2018 - Festival di Cannes
  - In competizione per la Palma d'oro
  - Special Palme d'Or